# Christophe-Guillaume Koch
Pour les articles homonymes, voir Koch.
Christophe-Guillaume Koch, né le 9 mai 1737 à Bouxwiller et mort le 25 octobre 1813 à Strasbourg, est un juriste, universitaire et homme politique alsacien, membre de l'Institut.

## Biographie
Christophe-Guillaume (Christoph-Wilhelm sur son acte de baptême) naît en 1737 à Bouxwiller dans une famille luthérienne au service de la régence des Hesse-Darmstadt qui ont succédé au dernier comte de Hanau-Lichtenberg, décédé sans héritier mâle.
Après des études aux gymnases protestants de Bouxwiller puis de Strasbourg, où résident ses parents à partir de 1750, il étudie l'histoire et le droit à l'Université luthérienne de cette ville de 1752 à 1762. Licencié en droit, il séjourne à Paris où il se perfectionne en français, fréquente la Bibliothèque Royale et divers savants. Ensuite élève, disciple et collaborateur pendant huit ans de Jean-Daniel Schoepflin, son cousin, Christophe-Guillaume est nommé bibliothécaire de la ville de Strasbourg. En 1771 il succède à Schoepflin à la direction de l’École diplomatique de la ville et y enseigne le droit public, le droit international et l'histoire des traités et des systèmes politiques à de jeunes nobles de toute l'Europe. En 1772, il est nommé professeur extraordinaire de droit public à l'Université protestante de Strasbourg. Il obtient le doctorat en philosophie en 1773, puis le doctorat en droit en 1776. De 1787 à 1788 il sera recteur de l'Université. A 55 ans, en 1792, il devient professeur titulaire d'histoire politique et de droit public et chanoine du chapitre de Saint-Thomas..
À partir de 1773, les Koch deviennent propriétaires à Mittelhausen où leur domaine comprend maison de maître, maison de fermier, moulin à farine, cour, cave, grange, écurie, jardin potager, jardin-verger et étang. L'ensemble de leurs terres y occupe une superficie de 10 hectares et 77 ares.
Christophe-Guillaume Koch, formateur de futurs diplomates, y accueillait souvent ses jeunes étudiants de la noblesse européenne de l'époque, dont le comte Klemens Wenzel von Metternich-Winneberg, futur négociateur du mariage de Napoléon avec Marie-Louise d'Autriche. Le négociateur français des conditions de ce mariage était Louis-Guillaume Otto, comte de Mosloy, un autre ancien élève de Koch, né à Strasbourg vers 1753.
L'espace champêtre de Mittelhausen et les environs se prêtaient parfaitement à la pratique équestre qui était avec l'art de l'escrime et naturellement les sciences politiques, un des éléments enseigné à l'université.
La révolution de 1789, ouvre une parenthèse politique dans sa vie d'universitaire. L'éminent professeur est envoyé en mission à Paris par ses coreligionnaires, pour y défendre les droits et les biens des protestants d'Alsace.  Il devient un membre actif de la Société des amis de la constitution et fréquente les constituants, dont certains sont ses anciens étudiants. Ses interventions à Paris permettent la mise au point de deux décrets : celui du 17 août 1790 qui garantit les droits, libertés et biens des protestants d'Alsace, tels qu'ils leur avaient été reconnus par les traités de Westphalie, puis celui du 1er décembre 1790 qui exempte les domaines protestants de la vente des biens nationaux.
De 1791 à 1792, il est l'un des dix députés du Bas-Rhin à l'Assemblée législative. Indépendant des partis, il siège au Comité diplomatique, qu'il préside jusqu'à la fin de la législature. À ce poste, il recherchera un compromis sur la question des princes possessionnés d'Alsace et s'efforcera d'éviter la guerre avec les puissances européennes. Après la chute de la monarchie le 10 août 1792, il se fait envoyer en mission en Allemagne et en Suisse, puis regagne Strasbourg. Suspect, il sera incarcéré à deux reprises et échappera à la guillotine avec la mort de Robespierre. Courant 1795 Koch devient membre de l'administration du Bas-Rhin et membre correspondant de l'Institut. En 1797 et 1798 il est conseiller technique de la délégation française à la conférence de Rastatt.  
De mars 1802 à septembre 1807, il est membre du Tribunat qui discute des projets de loi et émet un vœu d'acceptation ou de refus. Il devient le conseiller de Napoléon Bonaparte et de Portalis pour les questions diplomatiques et religieuses. Il a notamment travaillé avec obstination et diplomatie à la préparation de la loi du 8 avril 1802, portant articles organiques pour les cultes protestants, toujours en vigueur en Alsace et en Moselle. Pour services rendus à la nation, il reçoit le 14 juillet 1804 des mains de Napoléon Bonaparte l'insigne de chevalier de la Légion d'honneur. Le 2 décembre de la même année, il assiste à Notre-Dame de Paris au sacre de l'Empereur.
Retiré de la vie publique, Christophe-Guillaume Koch retrouve son poste de professeur de droit à l'Académie protestante et à l'université de Strasbourg, qu'il conservera jusqu'à son décès. Doyen honoraire de la Faculté de droit et recteur honoraire de l'université en 1810, il est élu cette même année député au consistoire général de l’église de la Confession d'Augsbourg. Il meurt à Strasbourg le 25 octobre 1813, cinq jours après la Bataille des nations à Leipzig, comme s'il n'avait pas voulu survivre à la grande défaite de son ami.
Christophe Guillaume Koch était membre de plusieurs Académies (Mannheim, Besançon, Stockholm, Bruxelles) et président fondateur de la « Société des sciences, arts et agriculture » de Strasbourg.
Signalons aussi que Johann-Georg-Daniel Arnold, le « père du théâtre dialectal alsacien » était l'un de ses élèves préférés.

## Hommages

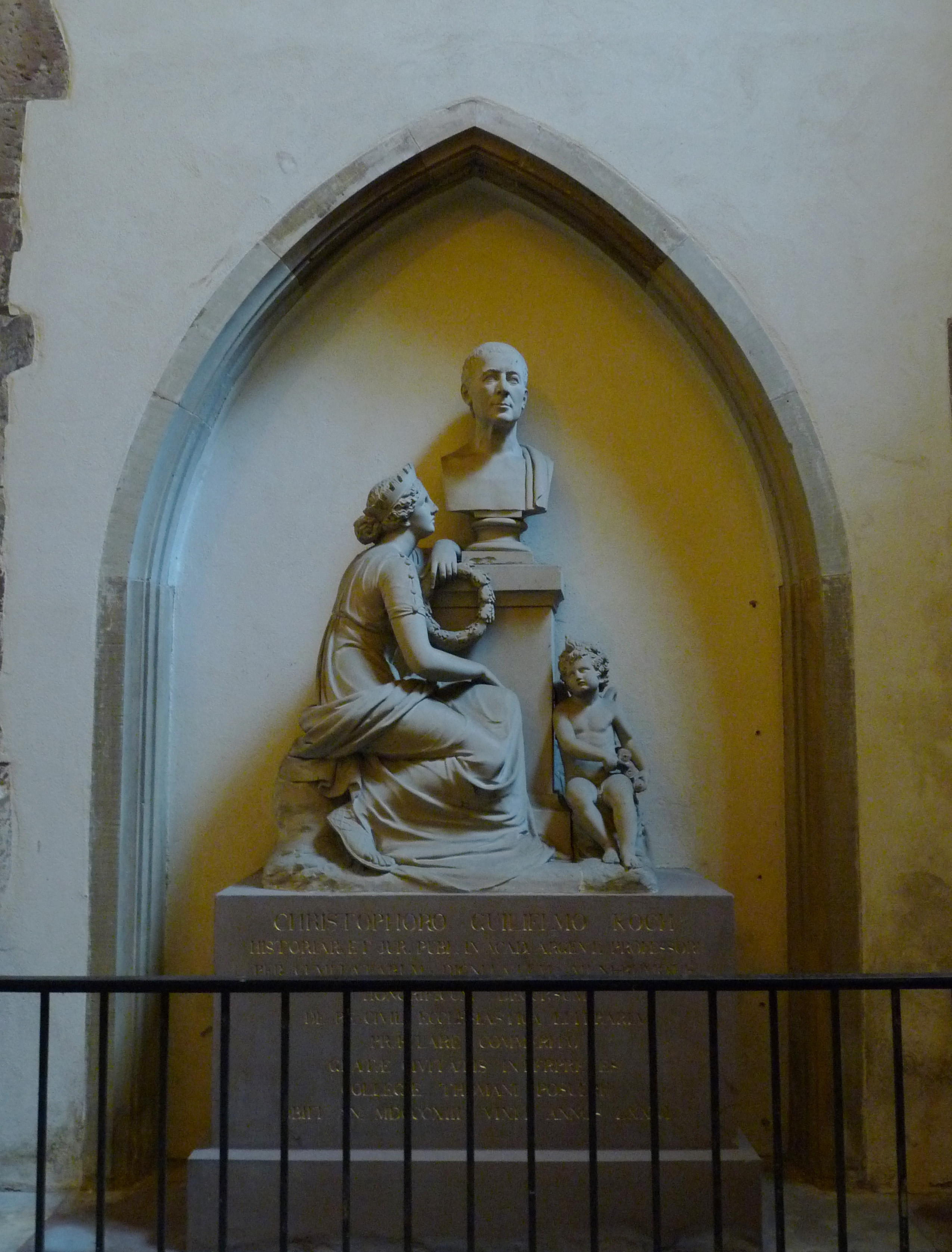
Monument funéraire à l'église Saint-Thomas de Strasbourg (œuvre de Landolin Ohmacht).

Le monument funéraire du professeur Koch, une œuvre néo-classique de Landolin Ohmacht, est visible à l'église Saint-Thomas de Strasbourg. Il fut posé en 1816, trois ans après la mort de Koch. L'historien et archiviste de la Ville, Louis Schneegans (1812-1858), en fait la description suivante :
« Au fond, sur une espèce d'autel, se trouve placé le buste du savant professeur, de grandeur plus que naturelle. À la base du piédestal est assise, sur une roche, la ville de Strasbourg, sous la forme d'une femme jeune et vigoureuse, aux traits et au costume grecs, et présentant une couronne de feuilles de chêne au citoyen, au savant et au fonctionnaire distingué et intègre dont elle pleure la perte. »
Un quai de Strasbourg bordant l'Ill porte son nom.

## Œuvres
Les principaux textes sont accessibles en ligne.
- Commentatio historico-juridica de collatione dignitatum ac beneficiorum ecclesiasticorum in Imperio romano-germanico, 1762 (lire en ligne)
- Tables généalogiques des maisons souveraines de l'Europe, 1780 (lire en ligne)
- Sanctio pragmatica Germanorum illustrata, 1789
- Tableau des révolutions de l'Europe dans le Moyen Age, enrichi de tablettes chronologiques et généalogiques, 1790 (lire en ligne)
- Traité sur la nature des biens ruraux, dans les deux départements du Rhin, ci-devant province d'Alsace (lire en ligne)
- Table des traités entre la France et les puissances étrangères : depuis la paix de Westphalie jusqu'à nos jours ; suivie d'un Recueil de traités qui n'ont pas encore vu le jour, 1802 (lire en ligne)
- Histoire abrégée des traités de paix entre les puissances de l'Europe depuis la paix de Westphalie, ouvrage entièrement refondu, augm. et continué par Frédéric Schoell jusqu'au Congrès de Vienne et aux traités de Paris de 1815, chez Gide fils, Paris, 1817 tome 1, tome 2, chapitres XII à XVI, tome 3, chapitres XVII à XX, tome 4, chapitres XXI à XXVI, tome 5, chapitres XXVI suite à XXIX, tome 6, chapitres XXX à XXXII, tome 7, chapitres XXXI suite à XXXV, tome 8, chapitres XXXV suite à XXXVII, tome 9, chapitres XXXVII suite à XL, 1818, tome 10, chapitre XLI, tome 11, chapitres XLI suite, tome 12, chapitre XLII, XLVI à LII, tome 13, chapitres LIII à LIX, tome 14, chapitres LX à LXXI, additions au tomes 9 et 13, tome 15, table chronologique et table alphabétique
- Histoire de Russie avec sa partie politique par Mr. Koch, professeur à Strasbourg, suivie de la Constitution de l'empire de Russie, édition présentée et commentée par Rodolphe Baudin et Wladimir Berelowitch, Strasbourg, Presses universitaires de Strasbourg, 2018.
Livre manuscrit 440 pages